# 楊慕時
楊慕時，祖籍不詳，清朝軍事將領。
宣統元年，擔任江南福山鎮總兵。宣統三年，署江北提督。